# 森長孝
森 長孝（もり ながたか）は、江戸時代中期の大名。播磨国赤穂藩2代藩主。官位は従五位下志摩守。赤穂藩森家8代。

## 略歴
元禄10年（1697年）10月26日（または元禄7年（1694年））、藩主森家の家老森三隆の三男として森家の津山藩時代に津山にて誕生。幼名は九一郎。帯刀。母は先代藩主の父森長継の七女で、先代藩主森長直の姪に当たる。
享保4年（1719年）、先代藩主・長直の婿養子となる。享保7年（1722年）、長直の死去により跡を継いだが、翌年10月30日に27歳（または30歳）で死去し、跡を養嗣子の長生が継いだ。墓所は 東京都渋谷区広尾の祥雲寺。

## 系譜
- 父：森三隆（1659-1731）
- 母：兼 - 森長継七女
- 養父：森長直（1673-1722）
- 正室：森長直娘
- 養子
  - 男子：森長生（1698-1731） - 各務利直（赤穂藩重臣）の長男